# Marian Anderson
 Marian Anderson (Filadelfia, Pensilvania; 27 de febrero de 1897-Portland, Oregón, 8 de abril de 1993) fue una cantante estadounidense, ícono de la lucha antirracista. Fue una contralto muy admirada por Arturo Toscanini, quien proclamó que «una voz así se oye una en un siglo».
Debutó en 1924, obtuvo grandes éxitos y numerosos premios por sus interpretaciones líricas de lieder y de espirituales negros, siendo la pionera entre los artistas afroamericanos. Según la soprano y maestra Betty Allen "es la madre espiritual de todos los cantantes líricos negros".
De acuerdo a la historiadora Rosalyn Story: "Siempre en paz consigo misma, era el calmo ojo del huracán que provocaba. Como Gandhi, fue una campeona de la resistencia pacífica".

## Inicios
Nació el 27 de febrero de 1897 en Filadelfia, de John Berkley Anderson (c. 1872-1910) y Annie Delilah Rucker (1874-1964). Su padre vendía hielo y carbón en la Reading Terminal en el centro de Filadelfia y ocasionalmente también vendía licor. Antes de su matrimonio, la madre de Anderson fue estudiante brevemente en la Virginia Seminary and College en Lynchburg y había trabajado como maestra de escuela en Virginia. Como no obtuvo un título, Annie Anderson no pudo enseñar en Filadelfia bajo una ley que se aplicaba solo a los maestros negros y no a los blancos. Comenzó a cantar a los seis años en un coro. Fregó escaleras por unos pocos centavos y cuando ahorró tres dólares pudo comprase un violín. A los 11 años canta en un coro de mayores. (“Me aprendía la parte de todos. La parte de bajo la cantaba una octava más alta y no tenía problemas en dar el Do de pecho”)[cita requerida].
Anderson asistió a la Stanton Grammar School y se graduó en 1912. Aunque su familia no podía pagar las lecciones de música ni la escuela secundaria, Anderson continuó actuando donde podía y aprendiendo de cualquiera que estuviera dispuesto a enseñarle. Durante su adolescencia, permaneció activa en las actividades musicales de su iglesia y ahora estaba muy involucrada en el coro de adultos. Se convirtió en miembro de la Unión de Jóvenes Bautistas y de Camp Fire Girls, lo que le brindó algunas, aunque limitadas, oportunidades musicales. Finalmente, el Coro Popular de Filadelfia y el pastor de su iglesia, el reverendo Wesley Parks, junto con otros líderes de la comunidad negra, recaudaron el dinero que necesitaba para recibir lecciones de canto con Mary Saunders Patterson y asistir a la escuela secundaria South Philadelphia, de donde se graduó en 1921.
Después de la secundaria, Anderson postuló para una escuela de música exclusivamente para blancos, la Academia Musical de Filadelfia (en la actualidad Escuela de Música de la Universidad de las Artes), pero fue rechazada porque era negra. La mujer que trabajaba en el mostrador de admisiones respondió: "No aceptamos personas de color" cuando intentó presentar la solicitud. Sin desanimarse, Anderson realizó estudios de forma privada en su ciudad natal gracias al apoyo continuo de la comunidad negra de Filadelfia, primero con Agnes Reifsnyder y luego con Giuseppe Boghetti. Conoció a Boghetti a través del director de su escuela secundaria. Anderson audicionó para él cantando "Deep River", Inmediatamente le hizo llorar. 
En 1923 realizó dos grabaciones, "Deep River" y "My Way's Cloudy" para la compañía Victor.
Giuseppe Boghetti programó un recital de música inglesa, rusa, italiana y alemana en el Ayuntamiento de la ciudad de Nueva York en abril de 1924; tuvo lugar en una sala casi vacía y recibió malas críticas..
Gana un concurso para cantar como solista en el Lewisohn Stadium de Nueva York. Luego su maestro la hace interpretar Lieder alemanes en el Ayuntamiento. Algún tiempo después se marchó a Chicago y a Europa. En 1925, tras obtener un premio en una competición, actuó en la Filarmónica de Nueva York.

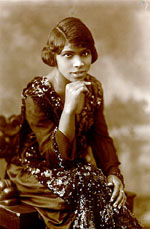
Marian Anderson en 1920.

## Triunfos

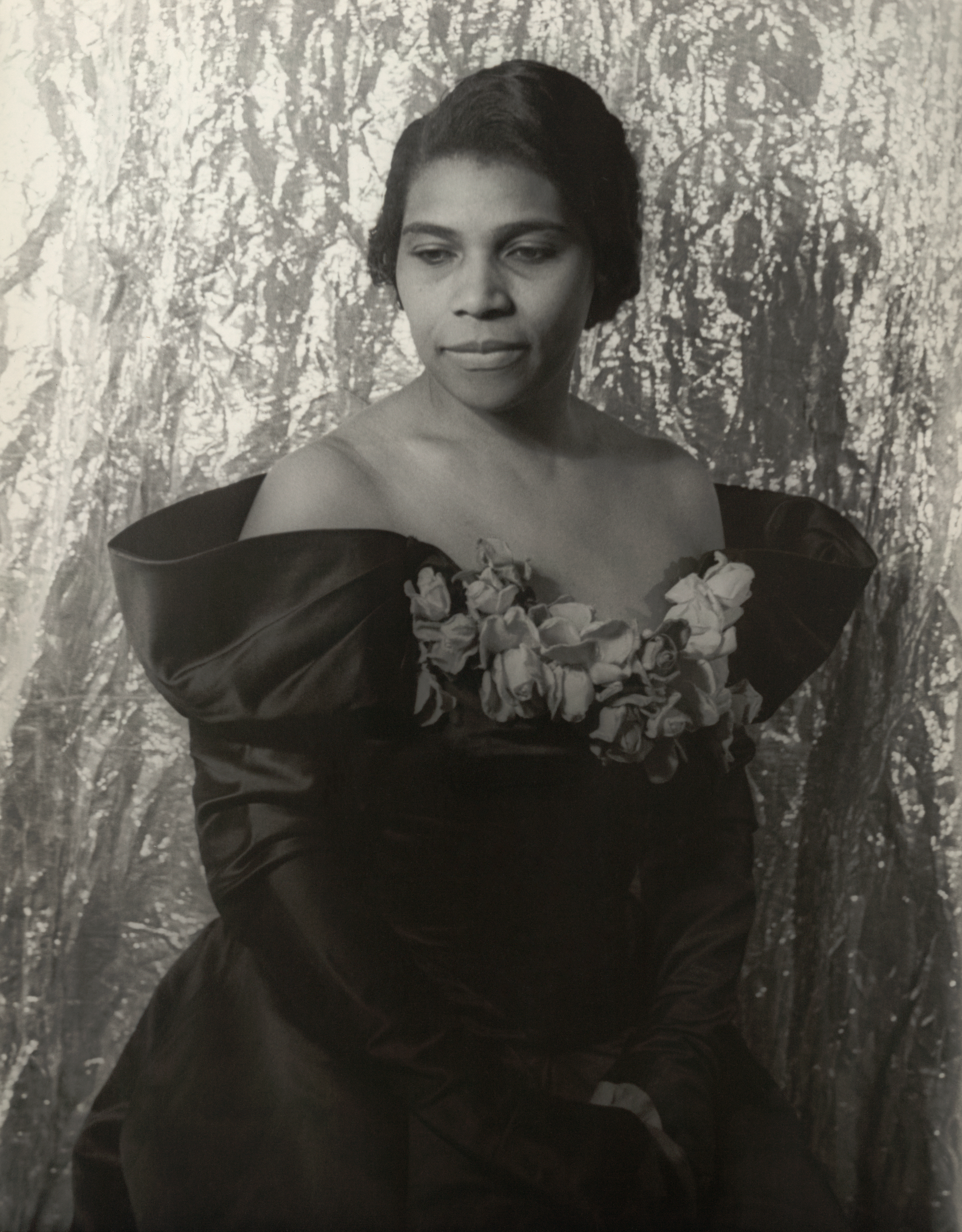
En 1940 retratada por el fotógrafo Carl van Vechten.

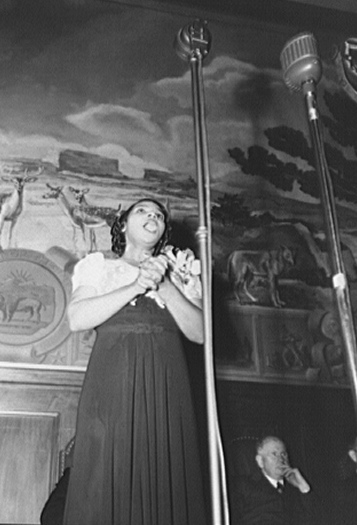
Marian Anderson, en 1943.

Su fama creció durante la gira de conciertos que dio por Europa a comienzos de la década de 1930 obteniendo grandes éxitos en Inglaterra, Francia, Bélgica, Escandinavia y la Unión Soviética. También estuvo en España: al concierto que dio en Madrid, el 29 de abril de 1936, asistió Federico García Lorca (acompañado del diplomático chileno Carlos Morla Lynch, que es quien cuenta el suceso). Federico quedó "embelesado con su arte".
Cuando regresó a EE. UU. en 1939, la organización conservadora Hijas de la Revolución Americana (Daughters of the American Revolution) le impidió dar un recital en el Constitution Hall de Washington reservado sólo a artistas blancos. El hecho provocó un escándalo de proporciones inesperadas. Como desagravio, la primera dama Eleanor Roosevelt renunció como miembro de la institución y promocionó un concierto histórico en la plaza del Monumento a Lincoln que congregó a más de 75.000 espectadores.
La cantante retornó al mismo sitio en 1961 para inaugurar la presidencia de John Kennedy.
Ya había cantado para la inauguración del presidente Dwight D. Eisenhower y lo volvería a hacer para Lyndon Johnson.
Su tardío debut de 1955 en el Metropolitan Opera House, como la hechicera Ulrica en Un ballo in maschera de Verdi, fue la primera representación de una solista afroestadounidense en el Metropolitan abriendo el camino a una generación de cantantes negros en la ópera de Estados Unidos como Shirley Verrett, Leontyne Price, Grace Bumbry, Martina Arroyo, Kathleen Battle, Simon Estes, Reri Grist, George Shirley, Barbara Hendricks y Jessye Norman.
El famoso mánager de artistas Sol Hurok la llevó en giras no solo por Europa sino por Sur América, Israel, el lejano Oriente, Marruecos y Túnez. Se calcula que más de 6.000.000 de espectadores la vieron cantar en más de 1.500 auditorios. En 1964-65 emprendió una gira de despedida que culminó en el Carnegie Hall de New York.

## Últimos años

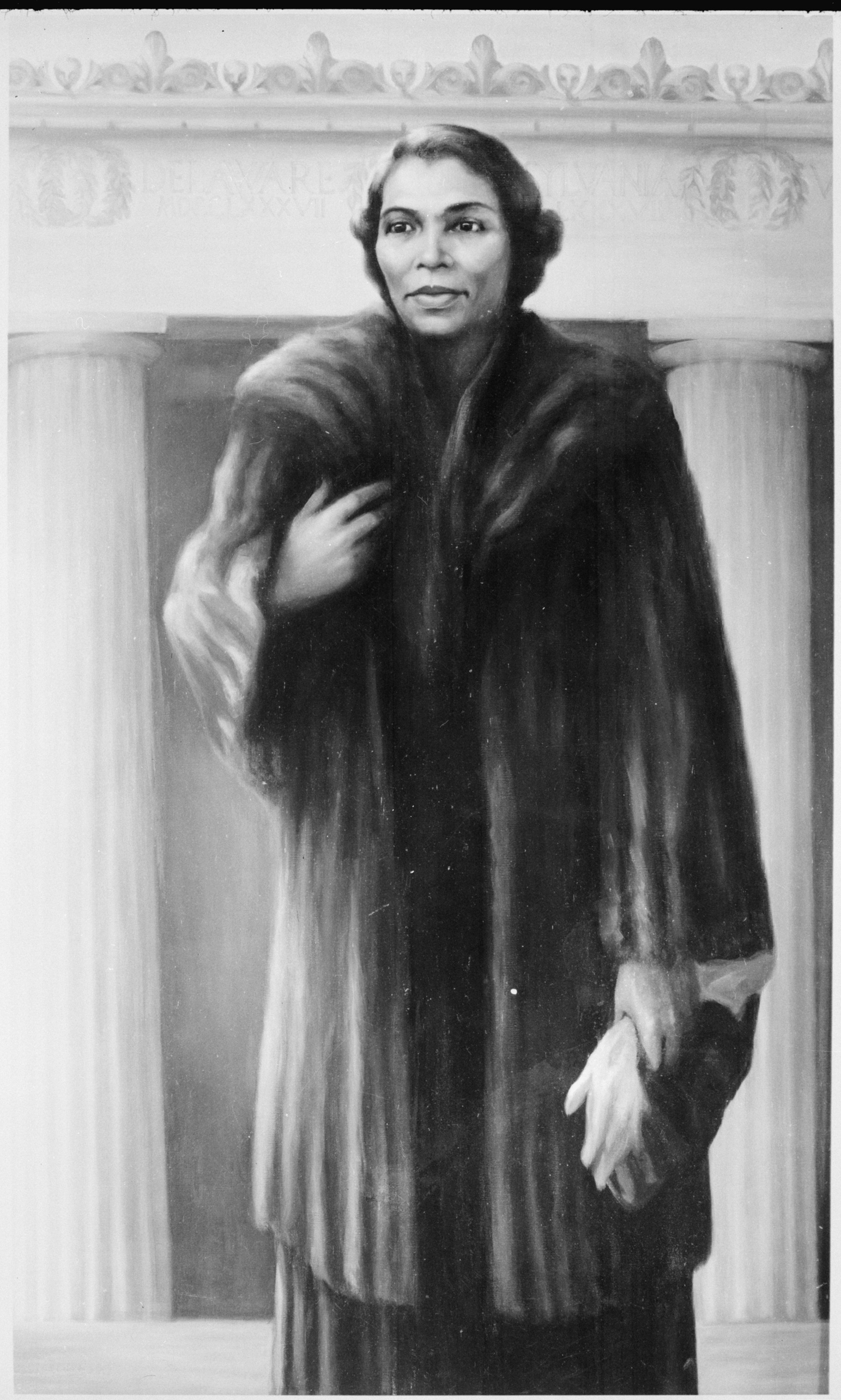
Retrato de Marian Anderson obra de Betsy Graves Reyneau.

Aunque Anderson se retiró del canto en 1965, siguió apareciendo públicamente. A menudo narró el Retrato de Lincoln de Aaron Copland, bajo la dirección de su sobrino James DePriest. En 1976, Copland dirigió una actuación con la Orquesta de Filadelfia en Saratoga. Sus logros fueron reconocidos con muchos honores, incluido el Premio al Mérito del Glee Club de la Universidad de Pensilvania en 1973;[50] el Premio de la Paz de las Naciones Unidas, el Medallón Handel de la ciudad de Nueva York y la Medalla de Oro del Congreso, todos en 1977; Honor del Kennedy Center  en 1978; la Medalla George Peabody en 1981; la Medalla Nacional de las Artes en 1986. En 1980, el Departamento del Tesoro de los Estados Unidos grabó una medalla conmemorativa de oro de media onza con su retrato. Cuatro años más tarde, fue la primera persona en ser honrada con el Premio Eleanor Roosevelt de Derechos Humanos. de la ciudad de Nueva York. La Universidad de Howard, la Universidad de Temple, el Smith College y muchos otros colegios y universidades le otorgaron 24 títulos de doctorado honoris causa.
En 1958 la nombraron delegada de los Estados Unidos en las Naciones Unidas y en 1972 recibió el Premio por la Paz.
En el año 1991 fue galardonada con un Grammy por su trayectoria musical.
Falleció el 8 de abril de 1993 a la edad de 96 años debido a un infarto al corazón, cuidada por su sobrino el director de orquesta James DePriest, titular de la Orquesta de Oregón.

## Premios y honores recibidos
- 1939: Medalla Spingarn de la NAACP[19]
- 1963: Medalla de la Libertad del Presidente de los EE. UU. (Presidential Medal of Freedom)[20]
- 1973: University of Pennsylvania Glee Club Award of Merit[21]
- 1973: National Women's Hall of Fame de los EE. UU.[22]
- 1977: Premio de la Paz de Naciones Unidas (United Nations Peace Prize)[23]
- 1977: New York City – Handel Medallion[23]
- 1977: Medalla de Oro del Congreso de los EE. UU. (Congressional Gold Medal)[24]
- 1978: Kennedy Center Honors[25]
- 1980: Medalla de oro conmemorativa del Departamento del Tesoro de los EE. UU. (United States Treasury Department gold commemorative medal)[26]
- 1984: Eleanor Roosevelt Human Rights Award of the City of New York[27]
- 1986: Medalla de las Artes Nacional de los EE. UU. (National Medal of Arts)[28]
- 1991: Premio Grammy a la carrera artística (Grammy Lifetime Achievement Award)[29]
- Honorary doctorate from Howard University, Temple University, Smith College[30]

## Premio Marian Anderson

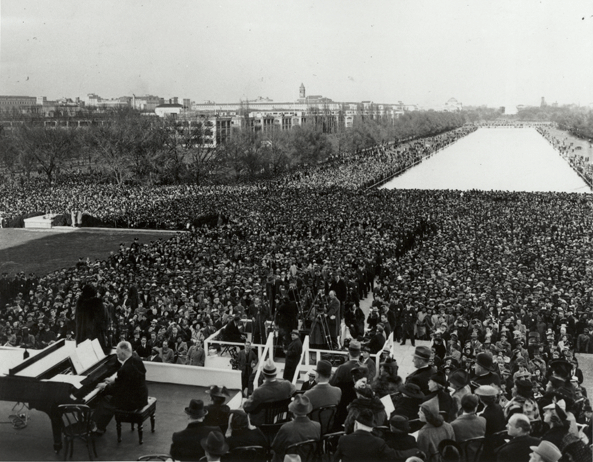
El concierto del Lincoln Memorial.

Establecido en 1944 por ella misma quien donó el premio que le otorgó su ciudad natal en 1943, para promover jóvenes cantantes.
El intento sucumbió al poco tiempo pero en 1990 fue restablecido, desde 1998 se otorga a artistas y humanitarios.
Ganadores:
- 1998 - Harry Belafonte
- 1999 - Gregory Peck
- 2000 - Elizabeth Taylor
- 2001 - Quincy Jones
- 2002 - Danny Glover
- 2003 - Oprah Winfrey
- 2005 - Ruby Dee y Ossie Davis
- 2006 - Sidney Poitier
- 2007 - Richard Gere
- 2008 - Maya Angelou y Norman Lear
- 2009 – Bill Cosby
- 2010 – Mia Farrow

## Biografías sobre Marian Anderson disponibles en línea
- Shirlee Petkin Newman (1965). Marian Anderson: lady from Philadelphia (en inglés estadounidense). Westminster Press. ISBN 9780664323707.,
- Tobi Tobias (1972=56). Marian Anderson (en inglés estadounidense). T.Y. Crowell. ISBN 9780690518467.,
- Anne Tedards (1988). Marian Anderson (en inglés estadounidense). Chelsea House Publishers. ISBN 9781555466381.,
- Charles Patterson (1988). Marian Anderson (en inglés estadounidense). F. Watts. ISBN 9780531105689.,
- Tracy Carson (2005). Marian Anderson : American hero (en inglés estadounidense). Houghton Mifflin. ISBN 9780618484157.,
- Eric Braun (2006). Marian Anderson (en inglés estadounidense). Capstone Press. ISBN 9780736842327.,
- James Meadows (2010). Marian Anderson (en inglés estadounidense). Child's World. ISBN 9781602531284.,